# Accidente de ATR 42 de Air Botswana de 1999
El accidente de Air Botswana de 1999 tuvo lugar cuando Chris Phatswe, un piloto de aerolínea de Botsuana, se suicidó estrellando un avión contra la rampa aeroportuaria y un grupo de aeronaves en el Aeropuerto Internacional Sir Seretse Khama (Gaborone, Botsuana). Ninguna persona más resultó afectada. Aun así, sus acciones supusieron la paralización completa de las operaciones de Air Botswana.

## Incidente
El 11 de octubre de 1999, Phatswe pilotó un Aérospatiale ATR 42-320, registro A2-ABB, desde la sección de terminal de Air Botswana en el Aeropuerto Internacional Sir Seretse Khama y despegó.  Durante dos horas voló en círculos sobre el aeropuerto, manteniéndose en contacto con la torre de control y anunciando sus intenciones de suicidarse. El aeropuerto fue evacuado como medida de precaución; reportando más tarde los pasajeros que cundió un pánico general en la terminal. Las autoridades de la torre intentaron convencerle de aterrizar; siendo los esfuerzos liderados por el General Tebogo Masire, posteriormente comandante de la Fuerzas de Defensa de Botsuana.
Phatswe amenazó con estrellarse contra un edificio de Air Botswana, diciendo que sentía un gran rencor contra la dirección de la aerolínea. Solicitó hablar con Ian Khama, entonces el vicepresidente de Botsuana, pero cuando los trabajadores de la torre de control le dijeron a Phatswe que había gente en el edificio de Air Botswana, cambió de idea. Poco después de ponerse en contacto con Khama, el ATR-42 comenzó a encontrarse sin combustible, por lo que Phatswe llevó a cabo un aterrizaje sin incidentes, pero en lugar de rendirse a la seguridad del aeropuerto, procedió a rodar hacia la rampa a gran velocidad, colisionando el avión sustraido contra otros dos ATR-42 que había en rampa. Los tres aviones quedaron completamente destruidos por el fuerte impacto, y Phatswe murió. Fue el único fallecido.
Estos tres aparatos fueron los únicos tres con capacidad operativa en aquel momento de la flota de Air Botswana; un cuarto avión, un BAe-146, fue dejado en tierra por problemas técnicos poco antes. En consecuencia, las acciones de Phatswe supusieron la paralización completa de las operaciones de la aerolínea de bandera.

## Motivos
Phatswe había amenazado repetidamente a los miembros de la torre de control de que iba a suicidarse, pero nunca les dio una razón. En el momento del accidente se encontraba de baja de la aerolínea por cuestiones médicas, al no haber superado una prueba física dos meses antes y haber sido declarado no apto para volar; en consecuencia, no estaba autorizado para tomar el avión. La seguridad del aeropuerto fue considerada como muy laxa, y se afirmó que resultaba muy fácil para cualquier persona robar un avión.